# Капитан Рон
«Капита́н Рон» — семейный кинофильм. Снят в 1992 году с участием Мартина Шорта и Курта Рассела. Семья из Чикаго получает в наследство яхту, которой раньше владел Кларк Гейбл. Они решают сами перегнать её в Майами и нанимают для этого капитана Рона. Он ведёт их от острова к острову навстречу вечеринкам и даже карибским пиратам.

## Сюжет
Рядовой служащий Мартин Харви (Мартин Шорт) получает в наследство парусную яхту и собирается сам перегнать её во Флориду, чтобы продать. С ним отправляются его жена и дети. Так как никто из них не умеет управлять яхтой, они нанимают для этого местного капитана Рона (Курт Расселл). Они отправляются в плавание, о котором можно сказать, «с таким капитаном и айсберг не нужен». В пути их ждёт масса приключений: вечеринки на островах, нападение пиратов и, разумеется, счастливое окончание плавания.

## В ролях
- Курт Рассел — капитан Рон Рико
- Мартин Шорт — Мартин Харви
- Мэри Кей Плейс — Кэтрин Харви
- Медоу Систо — Кэролайн Харви
- Бенжамин Салисбери — Бен Харви
- Дэн Батлер — Билл Закери
- Розалин Санчес — Кларисса
- Пол Анка — Дональдсон

## Интересные факты
- Идея фильма была навеяна сценаристу Джону Дьюеру историей из его жизни, в 1969 году его отец приобрёл в Форт-Лодердейл старую яхту и решил с семьёй перегнать её в Техас, для чего был нанят одноглазый моряк по имени Рон, утверждавший что он — опытный капитан, но на деле оказавшийся любителем выпить, за что и получил прозвище «Рон Рико» в честь марки дешёвого рома. Во время плавания на яхте вышла из строя вся электроника, они заблудились и попали в шторм в Мексиканском заливе[3]
- В фильме использованы 3 одинаковых 51-футовых (полная длина с бушпритом — 59 футов; в фильме яхта названа «60-футовой») яхты типа Formosa 51 (конструктор-дизайнер Г. Уильям), строительство этого типа яхт было начато в 1972 году и, соответственно, принадлежать Кларку Гэйблу, как подразумевается героями фильма, подобная яхта не могла. Основная из трёх яхт — The Wonderer 1978 года постройки всё-ещё существует[3][4]
- Актёры, исполнявшие роли детей, Мидоу Систо и Бенжамин Салисбери номинировались на премию Молодой актёр
- Фильм оказался провальным в прокате, при бюджете в 24 млн долларов США кассовые сборы фильма составили только 22,5 млн.